# Batalha do Solent
A Batalha naval do Solent ocorreu em 18 e 19 de julho de 1545 durante as Guerras Italianas, entre as frotas de Francisco I de França e Henrique VIII de Inglaterra, no Solent, entre Hampshire e a Ilha de Wight. Esta foi uma das apenas duas batalhas navais completas travadas pela marinha Tudor do rei Henrique VIII, juntamente com a anterior Batalha de Saint-Mathieu. O confronto resultou em impasse entre ambos os lados, no entanto a ambição francesa de conduzir uma invasão maior da Inglaterra tornou-se inviável devido aos combates e a frota francesa retirou-se pouco depois. A batalha é lembrada hoje principalmente pelo naufrágio da carraca inglesa Mary Rose.

## Prelúdio
Em 1545, a França lançou uma invasão da Inglaterra com 30 000 soldados em mais de 200 navios. Contra esta armada—maior que a Armada Espanhola 43 anos depois—os ingleses tinham cerca de 12 000 soldados e 80 navios.
A expedição francesa começou desastrosamente, com o navio-almirante Carraquon sendo destruído em 6 de julho em um incêndio acidental enquanto estava ancorado no Sena. O almirante Claude d'Annebault transferiu sua bandeira para La Maistresse, que então encalhou quando a frota partiu. Os vazamentos foram remendados e a frota cruzou o Canal da Mancha. Os franceses entraram no Solent e desembarcaram tropas na Ilha de Wight.

## Batalha
Em 18 de julho, os ingleses saíram de Portsmouth e enfrentaram os franceses a longa distância, com poucos danos sendo causados em ambos os lados. La Maitresse estava próximo de afundar devido aos danos anteriores mas, embora d'Annebault tivesse que mudar seu navio-almirante novamente, ele foi salvo.
Na noite de 18 de julho, Henrique jantou a bordo do Great Harry, o navio-almirante do almirante John Dudley, Visconde Lisle.
No dia seguinte estava calmo, e os franceses empregaram suas galés contra os navios ingleses imobilizados. Ao anoitecer, uma brisa surgiu e, quando o Mary Rose, o navio-almirante do vice-almirante George Carew, avançou, ele naufragou e afundou com a morte de todos exceto 35–40 de sua tripulação. As razões precisas não são conhecidas, mas acreditava-se na época que a tripulação havia esquecido de fechar as portinholas inferiores dos canhões após disparar, de modo que quando ele se inclinou na brisa, tomou água e afundou. Uma testemunha com a frota francesa acreditava que as galés o haviam afundado, embora isso não seja apoiado por outros relatos contemporâneos e nenhuma evidência física disso permanece.
O vento posteriormente diminuiu, mas Lisle fez uso das marés e correntes para posicionar sua frota e perturbar a formação dos navios franceses maiores.

## Consequências
A invasão francesa da Ilha de Wight foi repelida. As tropas atacantes tentaram dividir a defesa desembarcando em vários locais, mas não se aventuraram no interior ou se reagruparam. Houve baixas pesadas em ambos os lados na Batalha de Bonchurch, os franceses em Sandown recuaram apressadamente após perder seus comandantes em um ataque a um forte recém-construído, e aqueles que desembarcaram em Bembridge foram emboscados.
Em 22 de julho, incapaz de reabastecer e lutando com um navio com vazamentos e doenças entre sua tripulação, d'Annebault abandonou a invasão. Ele retirou as tropas francesas e sua frota partiu.
No dia seguinte, os franceses desembarcaram 1 500 tropas perto da cidade de Seaford, cerca de 40 milhas (64 km) a leste a leste. Eles tentaram saquear uma aldeia próxima, mas foram repelidos pela milícia local liderada por Nicholas Pelham. D'Annebault então retornou à França.